# Luis M. Ortiz
Luis Magín Ortiz Marrero (Corozal, 26 de septiembre de 1918-Corozal, 25 de septiembre de 1996) fue un evangelista y ministro cristiano puertorriqueño.
En la década de 1950, se erigió como uno de los más destacados predicadores de la corriente pentecostal, junto con Francisco Rodríguez. Su liderazgo condujo al establecimiento de la iglesia Movimiento Misionero Mundial.

## Biografía

### Inicios y servicio misionero (1918-1960)
Luis M. Ortiz nació el 26 de septiembre de 1918 en Corozal, Puerto Rico. En su juventud, a la edad de 10 años, abrazó el cristianismo, doctrina inculcada por sus progenitores. Posteriormente, a fines de la década de 1930 y hasta la de 1960, fue ordenado ministro de las Asambleas de Dios.
En 1943, contrajo matrimonio con Rebecca Hernández Colón. De su unión nacieron dos hijas, Damaris y Priscila. Tras cursar estudios en la Universidad Pentecostal de Mizpa (propiedad de la Iglesia de Dios Pentecostal Movimiento Internacional) junto a su esposa, se trasladaron a República Dominicana para iniciar su labor ministerial. Sin embargo, la dictadura de Rafael Leónidas Trujillo lo obligó a exiliarse en Cuba al cabo de un año de misión. Allí, continuó la expansión del movimiento evangélico en el Caribe.
En la Isla de Cuba, Luis M. Ortiz estableció las bases cardinales para la evangelización al colaborar con el Departamento de Misiones hasta su partida en 1956. Mediante el empleo estratégico de los medios de comunicación, expandió el alcance del cristianismo a través de su programa radial Impacto evangelístico. Ortiz organizó numerosas campañas evangelísticas itinerantes en carpas y fundó un instituto dedicado a los estudios bíblicos. Su labor infatigable resultó en la edificación de sesenta templos en un lapso de dieciséis años, consolidando su legado como una figura preeminente dentro de las Asambleas de Dios. Antes de su salida, en 1956 se estableció la Iglesia Cristiana Pentecostés, en que el predicador asumió brevemente como superintendente general.
Tras su retorno a Puerto Rico en 1960, el religioso Ortiz se esforzó por convencer a la jerarquía eclesiástica de la necesidad de una «obra mundial» para propagar la fe cristiana. Sin embargo, debido a las diferencias con el clero local, Ortiz optó por fundar la Asociación Misionera y Evangelística Latinoamericana Inc., a través de la cual emprendió una amplia campaña de evangelización. En el marco de este proyecto, Ortiz también creó la revista Impacto Evangelístico en enero de 1961.[cita requerida]

### Fundación del MMM y últimos años (1963-1996)
A raíz de la imposibilidad de establecer una iglesia con recursos económicos propios o el apoyo de cualquier concilio eclesiástico, Ortiz se dedicó temporalmente a temas laborales. Posteriormente, el 13 de febrero de 1963, en el barrio San Juan de Trujillo Alto, fundó el Movimiento Misionero Mundial (MMM). El ímpetu para su creación, según el movimiento, surgió de su experiencia de encarcelamiento en Cuba y su manifestación religiosa.
Luis M. Ortiz Marrero tuvo una presencia activa dentro de la nueva organización durante treinta y dos años que lo presidió y dirigió, llegando a cuarenta y tres países hasta el día de su muerte. Una de sus colaboraciones notables ocurrió en Colombia en los años 1960 para operar localmente el Instituto Bíblico Elim, años antes que el MMM llegara al Perú. Se destacó, también, en el mundo secular por su comunicación social y su afición a la poesía, con más de doscientas poesías escritas y su participación en El Mundo de Puerto Rico.En 1995, Rubén Rosas lo sucedió en el cargo de presidente internacional, cargo que había ocupado Ortiz durante treinta y dos años.
Falleció el 25 de septiembre de 1996, en la víspera de su onomástico número setenta y ocho.